# Western-Air-Express-Flug 7
Am 12. Januar 1937 kam eine Boeing 247 auf dem Western-Air-Express-Flug 7 im Anflug auf Burbank vom geplanten Flugweg ab und flog bei schlechten Sichtverhältnissen gegen einen Berg in den San Gabriel Mountains. Bei dem Unfall kamen fünf Insassen ums Leben; die übrigen acht Personen an Bord wurden zum Teil schwer verletzt. Zu den Verletzten zählte die Dokumentarfilmerin Osa Johnson. Ihr Ehemann Martin Johnson erlag einen Tag nach dem Unfall seinem Schädel-Hirn-Trauma.

## Flugverlauf

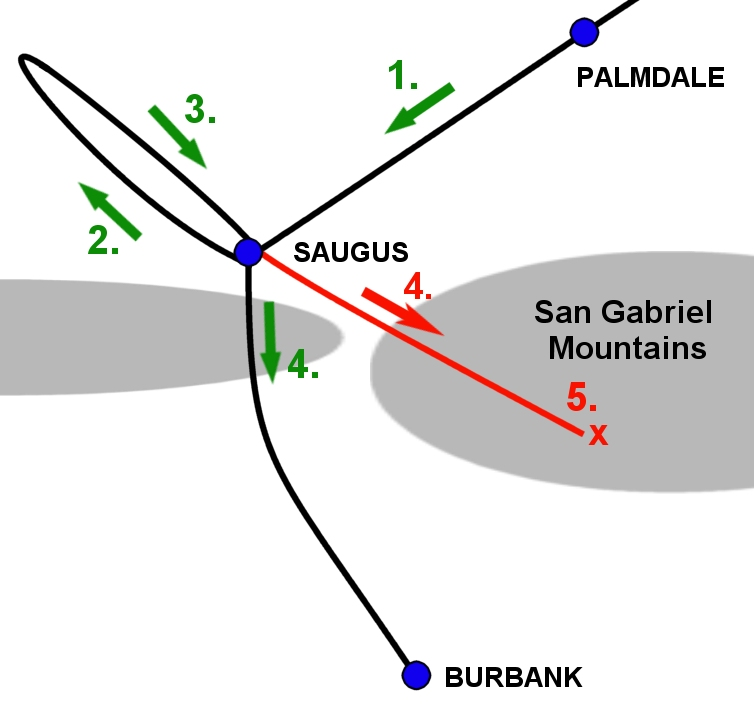
Schematische Darstellung des Flugverlaufs:
grüne Pfeile (1 bis 4): vorgeschriebenes Anflugverfahren für Burbank,
roter Pfeil (4): abweichender Flugweg nach dem zweiten Überflug des Funkfeuers Saugus und Aufschlagspunkt (5).

Die Boeing 247 (Kennzeichen: NC13315) der Western Air Express befand sich auf einem Linienflug von Salt Lake City (Utah) über Las Vegas (Nevada) und Burbank nach San Diego (beide Kalifornien). Das Flugzeug landete um 8:27 Uhr Ortszeit in Las Vegas und sollte gemäß Flugplan zehn Minuten später nach Burbank weiterfliegen. Weil keine aktuellen Informationen über die Wetterbedingungen am Zielflughafen vorlagen, verzögerte sich der Abflug aus Las Vegas. Die Besatzung erhielt um 9:00 Uhr eine Streckenfreigabe zum Funkfeuer Daggett im San Bernardino County mit der Vorgabe, im Fall einer Wetterverschlechterung in Burbank nach Palmdale oder Long Beach auszuweichen. Während die Maschine nach Westen flog, erteilte die Flugsicherung eine Erlaubnis zum Weiterflug nach Burbank über die ungerichteten Funkfeuer in Palmdale und Saugus.
Auf halber Distanz zwischen Palmdale und Saugus verlor die Besatzung in der Reiseflughöhe von 2130 Metern (7000 Fuß) den Sichtkontakt zum Boden und ging in den Instrumentenflug über. Um 10:50 Uhr erreichte die Maschine den Schweigekegel des Funkfeuers Saugus und drehte nach rechts auf einen nordwestlichen Kurs. Diese Kursänderung, durch die sich das Flugzeug zunächst vom Zielflughafen entfernte, entsprach dem Standardanflugverfahren für Burbank und diente dazu, Höhe abzubauen. Die Piloten fuhren das Fahrwerk aus, reduzierten die Fluggeschwindigkeit auf etwa 220 km/h (120 kts) und begannen mit dem vorgegebenen Sinkflug auf 1675 Metern (5500 Fuß). Nachdem das Flugzeug auf diese Höhe gesunken war, traf es auf schwere Turbulenzen, die der Besatzung das Navigieren und das Halten einer exakten Höhe erschwerte. Zudem informierte der Kapitän die Unternehmenszentrale in Burbank über Eisansatz am Flugzeug. Drei Minuten nachdem sie auf den nordwestlichen Kurs gegangen waren, leiteten die Piloten eine 180-Grad-Kurve ein und überflogen im Anschluss das Funkfeuer Saugus erneut. Aufgrund der Turbulenzen erfolgte dieser Überflug um 90 Meter (300 Fuß) zu tief.
Nachdem sie das Funkfeuer Saugus zum zweiten Mal überflogen hatte, wich die Besatzung von der festgelegten Anflugroute ab. Laut Vorgabe hätte die Maschine für zwei Minuten nach Süden fliegen und dabei auf 1370 Meter (4500 Fuß) sinken sollen. Im Anschluss sollte die Navigation auf das Vierkursfunkfeuer in Burbank ausgerichtet werden. Die Piloten setzten zwar den Sinkflug gemäß Vorgabe fort, drehten aber nicht auf einen südlichen Kurs. Stattdessen flogen sie in südöstlicher Richtung weiter und gelangten über die San Gabriel Mountains. Um 11:05 Uhr meldete der Kapitän, dass er den N-Ton empfing, den das Vierkursfunkfeuer in Burbank in den östlichen Bereich als Morsezeichen aussendete. Er folgerte daraus richtigerweise, dass sich die Maschine abseits der üblichen Anflugroute in niedriger Höhe über bergigem Gelände befand. Laut Aussage des Kapitäns, der den Unfall überlebte, leitete er eine Linkskurve nach Norden ein, um auf niedrigeres Gelände auszuweichen. Im Verlauf dieser Kurve streifte die Maschine in einer Flughöhe von etwa 1080 Metern MSL (3550 Fuß) mit ihrer linken Tragflächenspitze die Westflanke des Bergs Los Pinetos. Das Flugzeug schlug danach in linker Querlage auf, rutschte um den Gipfel herum und kam nach knapp 40 Metern (125 Fuß) an der Südseite des Berges zum Stillstand. Der Rumpf blieb weitgehend intakt.

## Unfallursache
Die Frequenz des Vierkursfunkfeuers in Burbank wurde sowohl zur Flugnavigation als auch zeitweise für den regulären Sprechfunkverkehr verwendet. Solange der Fluglotse mit den an- und abfliegenden Besatzungen sprach, stand diese Frequenz nicht für Navigationszwecke zur Verfügung. Den Piloten war die Doppelnutzung bekannt.
Aus ungeklärtem Grund richtete die Besatzung ihre Navigation, abweichend vom üblichen Anflugverfahren, unmittelbar nach dem zweiten Überflug von Saugus direkt auf das Funkfeuer in Burbank aus und drehte nicht wie vorgeschrieben zunächst nach Süden ab. Nachdem sie ihr Empfangsgerät entsprechend eingestellt hatten, bemerkten die Piloten, dass der Fluglotse in Burbank auf dieser Frequenz momentan mit anderen Flugzeugen sprach. In der Annahme, dass die Gespräche in Kürze beendet sein würden, behielt der Kapitän den südöstlichen Kurs sowie den Sinkflug bei. Ebenso wechselte er nicht auf die Frequenz des Funkfeuers Saugus zurück. Das Flugzeug entfernte sich in den folgenden vier Minuten kontinuierlich vom festgelegten Flugweg, ohne dass eine Reaktion der Besatzung erfolgte. Der Kapitän nahm um 11:01 Uhr Kontakt zum Fluglotsen auf und bat ihn, sämtlichen Sprechfunkverkehr zu Navigationszwecken einzustellen. Die Piloten empfingen anschließend den N-Ton (nicht den erwarteten, in westlicher Richtung ausgestrahlten A-Ton) des Vierkursfunkfeuers Burbank und teilten dies um 11:05 Uhr dem Fluglotsen mit. Anhand des N-Tones erkannte die Besatzung, dass sie sich an einer unbekannten Position östlich des Flughafens befand, vermutlich über den San Gabriel Mountains.
Der genaue Flugweg von Saugus zur Unfallstelle blieb unklar, ebenso der genaue Zeitpunkt des Unfalls, der auf 11:07 Uhr geschätzt wurde. Unter Berücksichtigung der Geschwindigkeit hätte die Maschine in den knapp zehn Minuten zwischen dem zweiten Überflug des Funkfeuers Saugus und dem Eintritt des Unfalls eine Distanz von etwa 32 Kilometer (17,5 NM) zurücklegen müssen. Tatsächlich schlug das Flugzeug aber nur zehn Kilometer (5,5 NM) südöstlich von Saugus auf. Aufgrund dieser Diskrepanz gingen die Ermittler davon aus, dass die Besatzung – anders als vom Kapitän dargestellt – mindestens einen kompletten Vollkreis über den San Gabriel Mountains geflogen haben muss. Unklar bleib, weshalb die Piloten dabei nicht in den Steigflug übergegangen waren. Eine mögliche Tragflächenvereisung wurde als Ursache ausgeschlossen.

## Folgen
Osa Johnson verklagte die Fluggesellschaft Western Air Express sowie den Flughafenbetreiber United Airports of California wegen des Todes ihres Ehemanns auf insgesamt 502.539 US-Dollar Schadensersatz. Die Klage wurde im Sommer 1941 von einem Bezirksgericht in Los Angeles abgewiesen.